# Saturnino Herrán Guinchard
Saturnino Herrán Guinchard (* 9. Juli 1887 in Aguascalientes; † 8. Oktober 1918 in Mexiko-Stadt) war ein mexikanischer Maler.

## Biografie

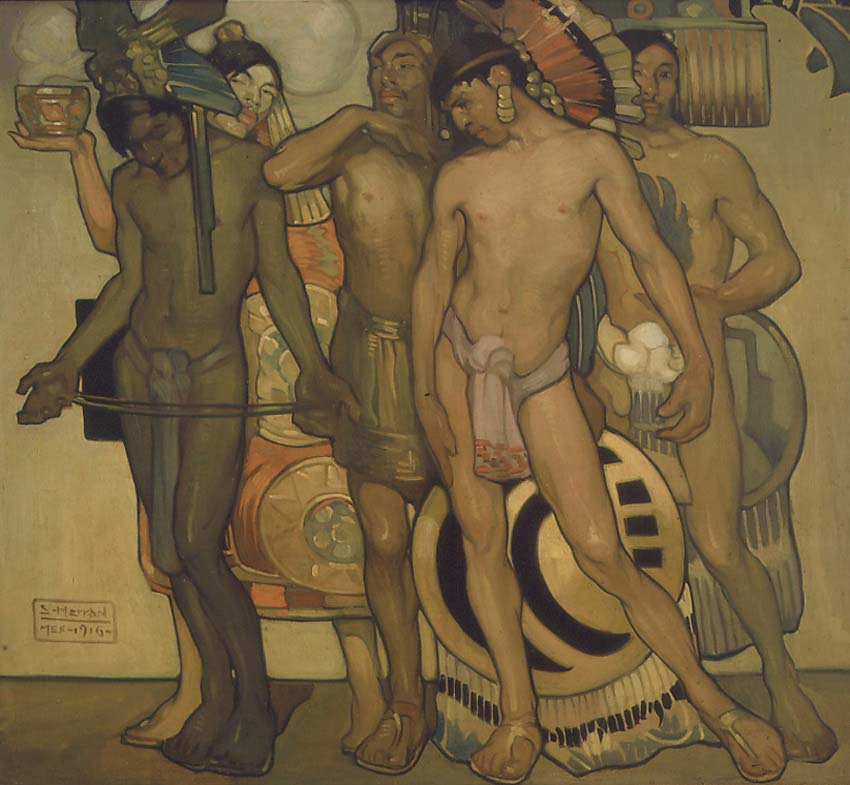
Nuestros dioses antiguos, 1916

Saturnino Herrán war der Sohn von José Herrán, früherer Schatzmeister im Bundesstaat Aguascalientes und Besitzer der einzigen Bücherei in der Stadt Aguascalientes, und seiner Frau Josefa Guinchard, die aus der französischsprachigen Schweiz stammte. Sein Vater verstarb bereits 1903. Zwei Jahre später zog die verarmte Familie nach Mexiko-Stadt, wo sich Herrán an der zu dieser Zeit von Antonio Rivas Mercado geführten Academia de San Carlos einschrieb und unter Antonio Fabrés und Germán Gedovius Malerei studierte. Nebenbei verdiente er den Unterhalt für die Familie. Mit einem Stipendium konnte er das Studium beenden. 1909 lehrte er kurzzeitig als Professor für Zeichnen an der ENBA und erhielt ein Stipendium für Europa, das er ablehnen musste, weil er seine Mutter nicht allein lassen konnte. 1912 waren seine Bilder gefragt und er lernte Rosario Arellano kennen, die er zwei Jahre darauf heiratete, in dem Jahr als sein einziger Sohn geboren wurde. Im Oktober 1918 wurde Saturnino Herrán wegen eines Magenleidens operiert und verstarb wenige Tage darauf.
Einige seiner Bilder befinden sich heute im Palacio de Bellas Artes. Sein Sohn José Francisco wurde später Chemiker und war Hochschullehrer an der UNAM. Er verstarb 1970.

## Werke (Auswahl)
- 1908: „Labor o El Trabajo“
- 1909: „Molino de Vidrio y Vendedoras de Ollas“
- 1910/1911: Wanddekoration an der Escuela Nacional de Artes y Oficios para Hombres (HENAO)
- 1912: „Vendedor de Plátanos“
- 1913: „La Ofrenda y El jarabe“